# Karel Tomíček

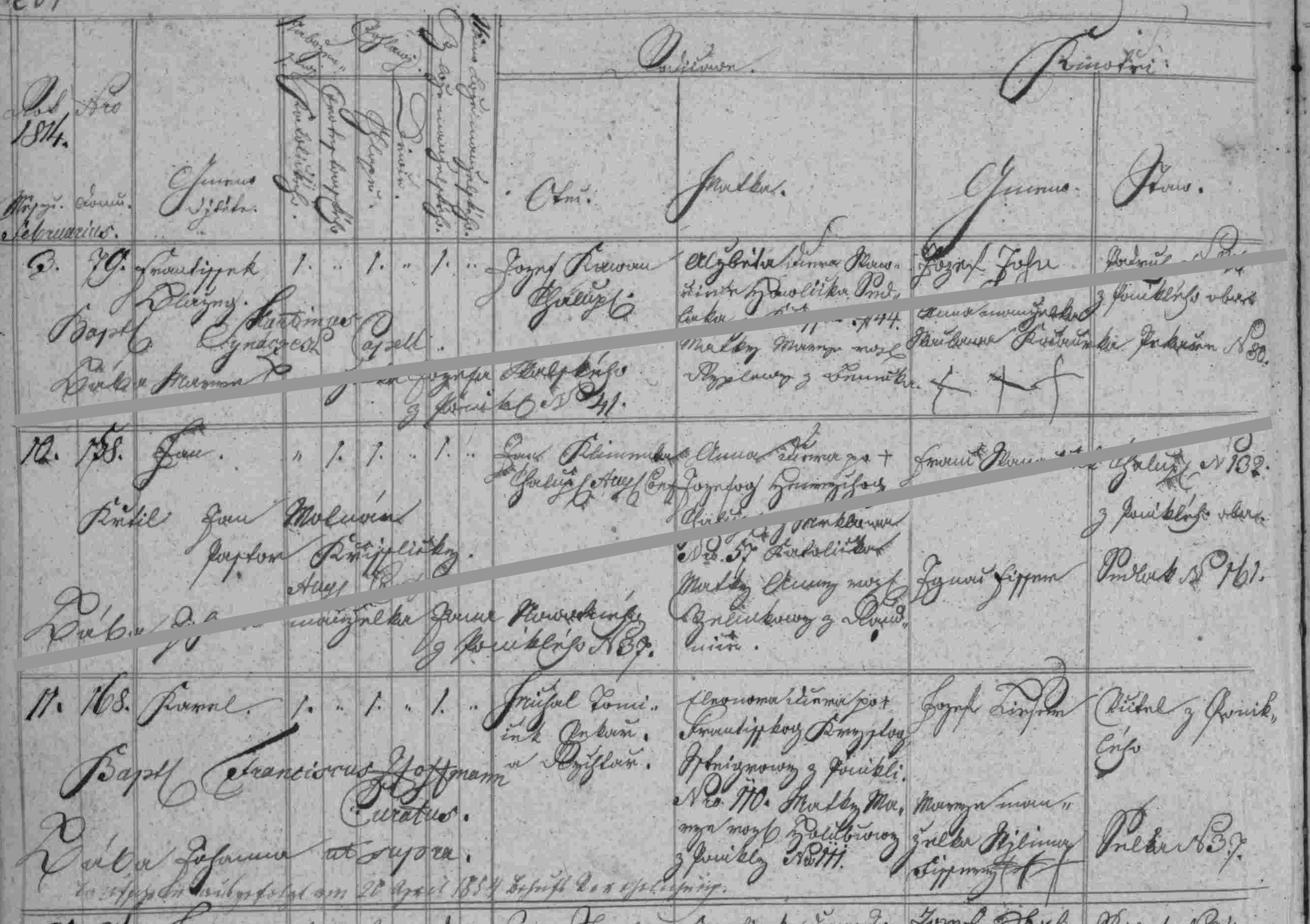
matriční záznam o narození Karla Tomíčka, matrika N index N 1784-1826 farnost Poniklá (SOA Zámrsk)

Karel Tomíček (11. března 1814 Poniklá – 15. dubna 1903 Sedlčany) byl český advokát a politik, v 60. letech 19. století poslanec Českého zemského sněmu.

## Biografie
Narodil se v rodině pekaře a rychtáře v Poniklé nad Jizerou Michaela Jana Tomíčka. Byl nejmladším z osmi dětí. Absolvoval akademické gymnázium v Praze a právnickou fakultu Karlo-Ferdinandovy univerzity. Od dob studií patřil mezi přátele Františka Ladislava Riegra. Roku 1846 získal titul doktor práv. Do roku 1848 potom působil jako advokátní koncipient.
Politicky aktivní byl již během revolučního roku 1848. V roce 1848 byl zvolen do Národního výboru a byl účastníkem Slovanského sjezdu v Praze. Při volbách do Českého zemského sněmu roku 1848 byl jmenován vládním komisařem pro vikariát (volební obvod) mnichovický. Sam byl tehdy zvolen do zemského sněmu za vikariát vrchlabský a nymburský. Sněm se ovšem po volbách nikdy nesešel. Ve volbách roku 1848 byl ovšem zvolen na rakouský ústavodárný Říšský sněm. Zastupoval volební obvod Jilemnice v Čechách. Uvádí se jako spisovatel. Patřil ke sněmovní pravici. Na sněmu zasedajícím ve Vídni, později v Kroměříži, patřil do českého bloku. V těchto letech byl aktivní i v publicistice. Přispíval pro Havlíčkovy Národní noviny, později Slovan. Zaměřoval se na otázku národnostní a zemědělskou (vyvazování pozemků v důsledku zrušení poddanství). V roce 1849 byl jmenován okresním právním konzultantem pro otázky vyvazování pozemků v Českých Budějovicích, od června 1850 řídil vyvazovací okresní komisi v Kutné Hoře, v jejímž čele setrval do ukončení její práce v květnu 1853.
Od roku 1855 až do odchodu na penzi působil jako advokát v Pelhřimově.
Po obnovení ústavního života v Rakouském císařství počátkem 60. let 19. století se zapojil do politiky. V zemských volbách v Čechách v roce 1861 byl zvolen v kurii venkovských obcí (volební obvod Vrchlabí – Rokytnice – Jilemnice) do Českého zemského sněmu jako oficiální kandidát českého volebního výboru (Národní strana – staročeská). Na plénu sněmu se do rozprav nezapojoval, ale byl aktivní ve sněmovních výborech. V dalším volebním období sněmu již nekandidoval. Manželem jeho neteře Eleonory rozené Tomíčkové byl Vilém Kurz, poslanec Říšské rady.
Na sklonku života pobýval v Sedlčanech, kde je také pohřben.